# Vittadello (equip ciclista)
L'equip Vittadello va ser un equip ciclista italià, de ciclisme en ruta que va competir entre 1965 i 1968. L'última temporada es va anomenar Pepsi-Cola.

## Principals resultats
- Volta a Suïssa: Ambrogio Portalupi (1966)
- Milà-Torí: Marino Vigna (1966)
- Giro dels Apenins: Michele Dancelli (1967)
- Giro de l'Emília: Michele Dancelli (1967)
- Giro del Piemont: Guido De Rosso (1967)
- Giro de Reggio Calàbria: Michele Dancelli (1967, 1968)
- París-Luxemburg: Michele Dancelli (1968)
- Giro del Lazio: Giancarlo Polidori (1968)
- Trofeu Laigueglia: Michele Dancelli (1968)

### A les grans voltes
- Giro d'Itàlia
  - 4 participacions (1965, 1966, 1967, 1968)
  - 7 victòries d'etapa:
    - 2 el 1965: Aldo Pifferi, Graziano Battistini
    - 3 el 1966: Vito Taccone, Severino Andreoli, Giovanni Knapp
    - 2 el 1967: Michele Dancelli (2)

  - 0 classificació finals:
  - 0 classificacions secundàries:

- Tour de França
  - 0 participacions

- Volta a Espanya
  - 1 participacions (1967)
  - 0 victòries d'etapa: